# ピザボーイ 史上最凶のご注文
『ピザボーイ 史上最凶のご注文』（ピザボーイ しじょうさいきょうのごちゅうもん、原題: 30 Minutes or Less）は、2011年のアメリカ合衆国のコメディ映画。監督は『ゾンビランド』のルーベン・フライシャー。

## あらすじ
強盗をたくらむドウェインとトラヴィスは、宝くじを当てたドウェインの父親を始末するための殺し屋を雇うべく、ピザ屋の配達人に銀行強盗をさせることにした。2人に捕まり時限爆弾を背負わされたヴィトのピザ屋の従業員ニックは、友人であるインド人チェットに助けを求め、その結果一緒に銀行強盗をする羽目になった。

## キャスト
| 役名                                     | 俳優                       | 日本語吹替 |
| ---------------------------------------- | -------------------------- | ---------- |
| ニック・デイビス                         | ジェシー・アイゼンバーグ   | 武藤正史   |
| チェット・フラニング                     | アジズ・アンサリ           | 粟野志門   |
| ドウェイン・ ミコウスキー                | ダニー・マクブライド       | 斉藤次郎   |
| トラヴィス・コード                       | ニック・スウォードソン     | 小野塚貴志 |
| チャンゴ                                 | マイケル・ペーニャ         | 宇宙       |
| ジェリー・ミコウスキー（ドウェインの父） | フレッド・ウォード         | 西村知道   |
| ケイト・フラニング                       | ディルシャッド・ヴァザリア | 〆野潤子   |
| ジューシー                               | ビアンカ・カジリッチ       | 合田絵利   |
| フィッシャー氏                           | ゲイリー・ブリチェット     | 秋元羊介   |

- その他の声の吹き替え：遠藤大智／丸山ゆう／ふしだ里穂／西健亮／長島真祐

## 製作
マイケル・ディリバーティとマシュー・サリヴァンによる脚本は2009年版『ザ・ブラック・リスト』に掲載された後、ベン・スティラーとスチュアート・コーンフェルドのレッド・アワー・フィルムズの下で製作が企画され、2010年3月、ソニー・ピクチャーズ エンタテインメントが配給権を購入した。撮影は2010年7月から9月にかけてミシガン州グランドラピッズで行われ、銀行強盗のシーンにはラディントンの現在は使われていない銀行が使われた。
映画のプロットが2003年8月28日にペンシルベニア州エリーで起きたピザ配達人爆死事件に類似しているとの指摘について、製作側は事件のことは念頭になかったとしている。

## 評価
本作に対する批評家の評価は割れている。映画のレビューを集積するウェブサイトRotten Tomatoesによると、125個のレビューのうち42%が好意的な評価を下し、評価の平均は5.4/10だった。Metacriticは37個の批評に基づき、49/100という評価の加重平均値を示している。